# 並木町駅
並木町駅（なみきちょうえき）は、かつて岡山県岡山市（現・南区）並木町に存在した岡山臨港鉄道の駅（廃駅）である。岡山臨港鉄道線の廃止により、1984年（昭和59年）12月30日に廃駅となった。

## 歴史
地方鉄道として開業時に臨港藤田駅として開業した。1960年（昭和35年）8月1日に岡南藤田駅に改称された。藤田の名称はこの地を開拓した藤田組に由来した。1978年（昭和53年）4月1日に現地の地名に合わせる形で並木町駅に改称された。中間駅としては乗降客数が多かった。1959年（昭和34年）7月に手小荷物取扱が廃止された。

## 駅構造
1面1線のホームを有する棒線駅であった。

## 利用状況
1984年度の統計によると、1日あたりの平均乗降客数は、186人であり、うち定期客が88人であった。

## 隣の駅
岡山臨港鉄道
岡山臨港鉄道線
岡南福田駅 - 並木町駅 - 岡南元町駅